# Структура Ришат
Структурата Ришат (Richat) е геоложко образувание, наричано още заради характерната си форма „Окото на Сахара“. Намира се в Мавритания, насред Сахара, близо до град Уадан, на надморска височина между 400 и 450 м. Представлява концентрични кръгове с диаметър около 50 км. Концентричните кръгове са съставени от варовик и палеозойски кварцити. Разликата във височината на пръстените е около 40 метра (кварцитовите са по-високи). В центъра се намира гигантски конгломерат с диаметър около 1.5 километра. Сам по себе си конгломератът е геоложка уникалност.

## Откриване и проучване
Структурата Ришат за пръв път е идентифицирана през 1963 г. върху карти на Френския географски институт. При първите космически полети (една от мисиите на Джемини през 1965 г.) привлича вниманието поради характерната си форма на гигантски амонит.
Първите предположения са за възникване вследствие удар с метеорит. Френският геолог Теодор Моно прави детайлни проучвания и през 1973 г. предлага друго обяснение на произхода, което до голяма степен се покрива със съвременното .
През 2002 г. канадски научни експедиции показват, че липсва стопена скала в Ришат. Така хипотезата за удар на метеорит бива окончателно отхвърлена (при удар на метеорит винаги има стопяване). Въз основа на намерения материал канадските учени дават обяснението, че преди около 100 милиона години (Креда) магмена колона се издига и повдига слоевете варовик и кварцит над себе си, водни пари се просмукват през цепнатините и постепенно варовикът бива разрушен. Сводовете в един момент не издържат повече на натоварването и се получава срутване. В центъра се образува огромният конгломерат. Самите кръгове се образуват допълнително и бавно в течение на десетки милиони години ерозия, като варовикът като значително по-нетраен бива по-дълбоко издълбаван от кварцита.